# سيد فلانغن
سيد فلانغن (بالإنجليزية: Sid Flanagan) هو سياسي أمريكي، ولد في 26 سبتمبر 1909 في بيلينغام في الولايات المتحدة، وتوفي في 1 فبراير 1990 في كوينسي في الولايات المتحدة. حزبياً، نشط في الحزب الجمهوري. وقد انتخب عضو مجلس نواب واشنطن.